# Pierre Puvis de Chavannes
Pierre Cécile Puvis de Chavannes (Lyon, 14 december 1824 - Parijs, 24 oktober 1898) was een Franse symbolistische schilder.
Puvis de Chavannes was een leerling van Ary Scheffer. Hij werkte daarna in het atelier van Thomas Couture en kort in dat van Eugène Delacroix. Hij exposeerde zijn werk vanaf 1850 maar hij werd tot 1858 geweerd uit de Parijse salon. Hij kreeg opdrachten voor monumentale werken van verschillende musea, Amiens (1865, 1867 en 1879), Lyon (1884) en Rouen, en voor het Panthéon in Parijs (1876) en de Sorbonne-universiteit (1880).
Hij hield zich in het bijzonder bezig met het vervaardigen van zeer grote, monumentale schilderijen op doek die vervolgens op de muur werden aangebracht alsof het wandschilderingen waren. Door een reis naar  Italië had hij grote bewondering gekregen voor de fresco's uit de 14de en 15de eeuw en hij probeerde hun matte oppervlak te imiteren.
De figuren in zijn werken verwijzen bijna altijd naar een historisch of legendarisch verleden. Vaak wordt er in zijn werk ook verwezen naar de literatuur, die erg belangrijk was voor de Symbolisten. Hij gebruikte veel symboliek en gaf zijn werken een soort geheimzinnigheid zodat er meerdere interpretaties van zijn werk mogelijk waren.
Het is duidelijk dat hij ambities had die in het verlengde liggen van kunstenaars uit het verleden, maar desondanks slaagde hij erin om niet te vervallen in een historiserende stijl.

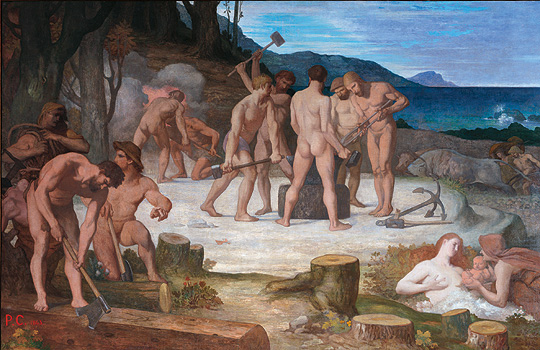
Le Travail, 1863, Musée de Picardie, Amiens

- Biblioteca Nacional de España: XX1149796
- Bibliothèque nationale de France: cb12133723j (data)
- Catàleg d'autoritats de noms i títols de Catalunya: 981058524242606706
- CiNii: DA08991088
- Digitale Bibliotheek voor de Nederlandse Letteren: chav010
- Gemeinsame Normdatei: 118846027
- International Standard Name Identifier: 0000 0000 8129 9147
- KulturNav: 8b320f42-ea9d-460a-afa2-f97c42655521
- Library of Congress Control Number: n50049345
- Base Léonore: LH//2242/14
- MusicBrainz: a4e3d7ca-41c0-46ee-aad0-f70164884e5b
- Bibliotheek van het Japanse parlement: 00662462
- National Gallery of Victoria: 891
- Nationale Bibliotheek van Tsjechië: js20020122051
- Nationale bibliotheek van Australië: 36580577
- Nationale Bibliotheek van Israël: 987007276417005171
- Nationale Bibliotheek van Polen: a0000003164463
- Nederlandse Thesaurus van Auteursnamen: 068453574
- RKD-Nederlands Instituut voor Kunstgeschiedenis: 65142
- SNAC: w6vq335f
- Système universitaire de documentation: 029786630
- Museum of New Zealand Te Papa Tongarewa: 1863
- Trove: 1304214
- Union List of Artist Names: 500008870
- Virtual International Authority File: 51724541
- WorldCat: E39PBJvd84cjQdyDDyDvVqwcT3